# Tweede Kamerverkiezingen 1989/Kandidatenlijst/Socialistische Minderheden Partij
Dit is de kandidatenlijst voor de Tweede Kamerverkiezingen 1989 van de Socialistische Minderheden Partij. De partij deed mee in zes van de negentien kieskringen en de lijst bevatte één kandidaat.

## De lijst
1. Chandrikapersad Mahabier - 329 stemmen

CDA · PvdA · VVD · D66 · SGP · Groen Links · GPV · RPF · VCN · SP · Humanistische Partij · Milieu Defensie Partij 2000+ · PDS · Realisten Nederland · AWP · Bejaarden Centraal · Vrouwenpartij · Socialistische Minderheden Partij · Centrumdemocraten · De Groenen · PPvO · VMP · SAP · Grote Alliance Partij · Staatkundige Federatie